# Cúp Vàng CONCACAF 2003
Cúp Vàng CONCACAF 2003 là Cúp Vàng CONCACAF lần thứ 7, do CONCACAF tổ chức.
Giải đấu được diễn ra tại Hoa Kỳ và México từ 12 đến 27 tháng 7 năm 2003. Giải đấu có 12 đội tham dự, trong đó, Brasil và Colombia là những đội khách mời từ Liên đoàn bóng đá Nam Mỹ, chia làm 4 bảng 3 đội để chọn ra 4 đội đứng đầu bảng giành quyền vào vòng trong. Đồng chủ nhà México giành chức vô địch lần thứ 4, sau khi vượt qua Brasil 1–0 ở trận chung kết kéo dài 120 phút.

## Địa điểm
| Thành phố México                | Miami            | Foxborough            |
| ------------------------------- | ---------------- | --------------------- |
| Sân vận động Azteca             | Orange Bowl      | Sân vận động Gillette |
| Sức chứa: 105.000               | Sức chứa: 72.319 | Sức chứa: 68.756      |
|                                 |                  |                       |
| Thành phố MéxicoFoxboroughMiami |                  |                       |

## Vòng bảng

#### Bảng A
| Đội      | Số trận | Thắng | Hòa | Thua | Bàn thắng | Bàn thua | Hiệu số | Điểm |
| -------- | ------- | ----- | --- | ---- | --------- | -------- | ------- | ---- |
| México   | 2       | 1     | 1   | 0    | 1         | 0        | +1      | 4    |
| Brasil   | 2       | 1     | 0   | 1    | 2         | 2        | 0       | 3    |
| Honduras | 2       | 0     | 1   | 1    | 1         | 2        | -1      | 1    |

| México       | 1 – 0      | Brasil |
| ------------ | ---------- | ------ |
| Borgetti 70' | (Chi tiết) |        |

| Brasil                 | 2 – 1      | Honduras            |
| ---------------------- | ---------- | ------------------- |
| Maicon 16' · Diego 84' | (Chi tiết) | de León 90' (ph.đ.) |

| Honduras | 0 – 0      | México |
| -------- | ---------- | ------ |
|          | (Chi tiết) |        |

#### Bảng B
| Đội       | Số trận | Thắng | Hòa | Thua | Bàn thắng | Bàn thua | Hiệu số | Điểm |
| --------- | ------- | ----- | --- | ---- | --------- | -------- | ------- | ---- |
| Colombia  | 2       | 1     | 1   | 0    | 2         | 1        | +1      | 4    |
| Jamaica   | 2       | 1     | 0   | 1    | 2         | 1        | +1      | 3    |
| Guatemala | 2       | 0     | 1   | 1    | 1         | 3        | −2      | 1    |

| Jamaica | 0 – 1      | Colombia   |
| ------- | ---------- | ---------- |
|         | (Chi tiết) | Patiño 42' |

| Guatemala | 0 – 2      | Jamaica                         |
| --------- | ---------- | ------------------------------- |
|           | (Chi tiết) | Lowe 30' · Williams 73' (ph.đ.) |

| Colombia   | 1 – 1      | Guatemala        |
| ---------- | ---------- | ---------------- |
| Molina 79' | (Chi tiết) | Ruiz 21' (ph.đ.) |

#### Bảng C
| Đội         | Số trận | Thắng | Hòa | Thua | Bàn thắng | Bàn thua | Hiệu số | Điểm |
| ----------- | ------- | ----- | --- | ---- | --------- | -------- | ------- | ---- |
| Hoa Kỳ      | 2       | 2     | 0   | 0    | 4         | 0        | +4      | 6    |
| El Salvador | 2       | 1     | 0   | 1    | 1         | 2        | −1      | 3    |
| Martinique  | 2       | 0     | 0   | 2    | 0         | 3        | −3      | 0    |

| Hoa Kỳ                  | 2 – 0      | El Salvador |
| ----------------------- | ---------- | ----------- |
| Lewis 28' · McBride 76' | (Chi tiết) |             |

| Martinique | 0 – 2      | Hoa Kỳ           |
| ---------- | ---------- | ---------------- |
|            | (Chi tiết) | McBride 39', 43' |

| El Salvador  | 1 – 0      | Martinique |
| ------------ | ---------- | ---------- |
| González 76' | (Chi tiết) |            |

#### Bảng D
| Đội        | Số trận | Thắng | Hòa | Thua | Bàn thắng | Bàn thua | Hiệu số | Điểm |
| ---------- | ------- | ----- | --- | ---- | --------- | -------- | ------- | ---- |
| Costa Rica | 2       | 1     | 0   | 1    | 3         | 1        | +2      | 3    |
| Cuba       | 2       | 1     | 0   | 1    | 2         | 3        | −1      | 3    |
| Canada     | 2       | 1     | 0   | 1    | 1         | 2        | −1      | 3    |

| Canada       | 1 – 0      | Costa Rica |
| ------------ | ---------- | ---------- |
| Stalteri 59' | (Chi tiết) |            |

| Cuba          | 2 – 0       | Canada |
| ------------- | ----------- | ------ |
| Moré 15', 46' | (Chi tiếtt) |        |

| Costa Rica                          | 3 – 0      | Cuba |
| ----------------------------------- | ---------- | ---- |
| Centeno 45' · Bryce 72' · Scott 77' | (Chi tiết) |      |

## Vòng đấu loại trực tiếp
|  | Tứ kết                     | Tứ kết          |                            |   | Bán kết       | Bán kết       |  |  | Chung kết | Chung kết |
|  |                            |                 |                            |   |               |               |  |  |           |           |
|  | 20 July - Thành phố México |                 |                            |   |               |               |  |  |           |           |
|  |                            |                 |                            |   |               |               |  |  |           |           |
|  | México                     | 5               |                            |   |               |               |  |  |           |           |
|  | México                     | 5               | July 24 - Thành phố México |   |               |               |  |  |           |           |
|  | Jamaica                    | 0               |                            |   |               |               |  |  |           |           |
|  | Jamaica                    | 0               | México                     | 2 |               |               |  |  |           |           |
|  | 19 July - Foxboro          |                 | México                     | 2 |               |               |  |  |           |           |
|  |                            | Costa Rica      | 0                          |   |               |               |  |  |           |           |
|  | Costa Rica                 | Costa Rica      | 0                          | 5 |               |               |  |  |           |           |
|  | Costa Rica                 |                 | July 27 - Thành phố México | 5 |               |               |  |  |           |           |
|  | El Salvador                | 2               |                            |   |               |               |  |  |           |           |
|  | El Salvador                | 2               | México (h.p.)              | 1 |               |               |  |  |           |           |
|  | 19 July - Foxboro          |                 | México (h.p.)              | 1 |               |               |  |  |           |           |
|  |                            | Brasil          | 0                          |   |               |               |  |  |           |           |
|  | Hoa Kỳ                     | Brasil          | 0                          | 5 |               |               |  |  |           |           |
|  | Hoa Kỳ                     | July 23 - Miami |                            | 5 |               |               |  |  |           |           |
|  | Cuba                       | 0               |                            |   |               |               |  |  |           |           |
|  | Cuba                       | 0               | Hoa Kỳ                     | 1 |               |               |  |  |           |           |
|  | 19 July - Miami            |                 | Hoa Kỳ                     | 1 |               |               |  |  |           |           |
|  |                            | Brasil (h.p.)   | 2                          |   | Tranh hạng ba | Tranh hạng ba |  |  |           |           |
|  | Colombia                   | Brasil (h.p.)   | 2                          | 0 | Tranh hạng ba | Tranh hạng ba |  |  |           |           |
|  | Colombia                   |                 | July 26 - Miami            | 0 |               |               |  |  |           |           |
|  | Brasil                     | 2               |                            |   |               |               |  |  |           |           |
|  | Brasil                     | 2               | Hoa Kỳ                     | 3 |               |               |  |  |           |           |
|  |                            |                 |                            |   |               |               |  |  |           |           |
|  | Costa Rica                 | 2               |                            |   |               |               |  |  |           |           |
|  | Costa Rica                 | 2               |                            |   |               |               |  |  |           |           |

### Tứ kết
| Hoa Kỳ                                   | 5–0        | Cuba |
| ---------------------------------------- | ---------- | ---- |
| Donovan 22', 25', 55', 76' · Ralston 42' | (Chi tiết) |      |

| Costa Rica                                                        | 5–2        | El Salvador                      |
| ----------------------------------------------------------------- | ---------- | -------------------------------- |
| Scott 11' · Centeno 45+2', 68' (ph.đ.), 90+3' (ph.đ.) · Bryce 72' | (Chi tiết) | Murgas 34' (ph.đ.) · Pacheco 54' |

| Colombia | 0–2        | Brasil        |
| -------- | ---------- | ------------- |
|          | (Chi tiết) | Kaká 42', 66' |

| México                                                             | 5–0        | Jamaica |
| ------------------------------------------------------------------ | ---------- | ------- |
| Bravo 38' · García 42' · Osorno 55' · Borgetti 61' · Rodríguez 83' | (Chi tiết) |         |

### Bán kết
| Hoa Kỳ        | 1–2 (h.p.) | Brasil                        |
| ------------- | ---------- | ----------------------------- |
| Bocanegra 62' | (Chi tiết) | Kaká 89' · Diego 100' (ph.đ.) |

| México                     | 2–0        | Costa Rica |
| -------------------------- | ---------- | ---------- |
| Márquez 19' · Borgetti 28' | (Chi tiết) |            |

### Tranh hạng ba
| Hoa Kỳ                               | 3–2        | Costa Rica       |
| ------------------------------------ | ---------- | ---------------- |
| Bocanegra 29' Stewart 56' Convey 67' | (Chi tiết) | Fonseca 24', 39' |

### Chung kết
| México     | 1–0 (h.p.) | Brasil |
| ---------- | ---------- | ------ |
| Osorno 97' | (Chi tiết) |        |

### Vô địch
| Vô địch Cúp Vàng CONCACAF 2003 Mexico Lần thứ bảy |

## Danh sách cầu thủ ghi bàn
4 bàn
- Walter Centeno
- Landon Donovan

3 bàn
- Kaká
- Jared Borgetti
- Brian McBride

### Giải thưởng
Cầu thủ xuất sắc nhất
- Jesús Arellano

Thủ môn xuất sắc nhất
- Oswaldo Sánchez

Đội đoạt giải phong cách
- Hoa Kỳ

Best XI
- G -  Oswaldo Sanchez
- D -  Carlos Castro
- D -  Maicon
- D -  Ricardo Osorio
- D -  Mauricio Wright
- M -  Walter Centeno
- M -  Rafael García
- M -  Giovanni Hernandez
- F -  Jesús Arellano
- F -  Landon Donovan
- F -  Kaká

Dự bị
- G -  Odelin Molina
- D -  Bobby Convey
- D -  Jaime Rosales
- M -  Diego
- M -  Fernando Salazar
- M -  Theodore Whitmore

## Bảng xếp hạng giải đấu
| Đội | Đội         | Số trận | Thắng | Hòa | Thua | Bàn thắng | Bàn thua | Hiệu số |
| --- | ----------- | ------- | ----- | --- | ---- | --------- | -------- | ------- |
| 1   | México      | 5       | 4     | 1   | 0    | 9         | 0        | +9      |
| 2   | Brasil      | 5       | 3     | 0   | 2    | 6         | 4        | +2      |
| 3   | Hoa Kỳ      | 5       | 4     | 0   | 1    | 13        | 4        | +9      |
| 4   | Costa Rica  | 5       | 2     | 0   | 3    | 10        | 8        | +2      |
| 5   | Colombia    | 3       | 1     | 1   | 1    | 2         | 3        | -1      |
| 6   | El Salvador | 3       | 1     | 0   | 2    | 3         | 7        | -4      |
| 7   | Jamaica     | 3       | 1     | 0   | 2    | 2         | 6        | -4      |
| 8   | Cuba        | 3       | 1     | 0   | 2    | 2         | 8        | -6      |
| 9   | Canada      | 2       | 1     | 0   | 1    | 1         | 2        | -1      |
| 10  | Honduras    | 2       | 0     | 1   | 1    | 1         | 2        | -1      |
| 11  | Guatemala   | 2       | 0     | 1   | 1    | 1         | 3        | -2      |
| 12  | Martinique  | 2       | 0     | 0   | 2    | 0         | 3        | -3      |